# Кияшко, Виктор Иванович
Виктор Иванович Кияшко (22 апреля 1920, Устиновка, Николаевская губерния — 16 апреля 1945, Нижняя Силезия) — сержант Рабоче-крестьянской Красной армии, участник Великой Отечественной войны, Герой Советского Союза (1945).

## Биография
Виктор Кияшко родился в 1920 году в селе Устиновка одноимённой волости Елисаветградского уезда (ныне — посёлок в Кировоградской области Украины). Проживал в Запорожье, где окончил среднюю школу. В 1941 году Кияшко был призван на службу в Рабоче-крестьянскую Красную армию. С того же года — на фронтах Великой Отечественной войны. К февралю 1945 года сержант Виктор Кияшко был орудийным номером 1248-го истребительно-противотанкового артиллерийского полка 6-й армии 1-го Украинского фронта. Отличился во время освобождения Польши.
7 февраля 1945 года во время сражения в районе населённого пункта Мальч (ныне — Мальчице в 22 километрах к югу от Сьцинавы) Кияшко в числе первых выкатил своё орудие на передовую и вёл огонь по вражеской пехоте. Когда ранение получил его командир, Кияшко заменил его собой. В том бою он уничтожил 2 вражеских артиллерийских орудия и 3 пулемёта, а также большое количество солдат и офицеров противника. Когда иссякли снаряды, он собрал группу из семнадцати стрелков и руководил их действиями.
Указом Президиума Верховного Совета СССР от 10 апреля 1945 года сержант Виктор Кияшко был удостоен высокого звания Героя Советского Союза. Орден Ленина и медаль «Золотая Звезда» он получить не успел, так как 16 апреля скончался от полученных в боях ранений. Похоронен в населённом пункте Херрмансдорф в 12 километрах к западу от Вроцлава.
В г. Запорожье с 1946 года есть улица, названная в честь Виктора Кияшко.